# Cladopodanthus microcarpus
Cladopodanthus microcarpus är en bladmossart som beskrevs av Hugh Neville Dixon 1935. Cladopodanthus microcarpus ingår i släktet Cladopodanthus och familjen Dicranaceae. Inga underarter finns listade i Catalogue of Life.